# 三岔镇 (河池市)
三岔镇，是中华人民共和国广西壮族自治区河池市宜州区下辖的一个乡镇级行政单位。

## 行政区划
三岔镇下辖以下地区：
三岔社区、古卜村、良因村、红社村、合林村、羊角村、福里村、楞（同音）塘村和庭亮村。